# لورين فوكس
لورين فوكس (بالإنجليزية: Lorraine Fox)‏ هي فنانة أمريكية، ولدت في 1922 في بروكلين في الولايات المتحدة، وتوفيت في 1976.